# Furia de foc
Furia de foc (în engleză Out of the Furnace) este un film dramatic de crimă regizat de Scott Cooper. A fost lansat la 6 decembrie 2013 în SUA.

## Acțiune
Filmul urmărește soarta lui Russell (Bale) și a fratelui său, Rodney (Casey Affleck). Cei doi trăiesc într-un orășel modest și atins de criza economică din zona "centurii industriale" a Americii. Au visat întotdeauna că vor scăpa de sărăcie și își vor construi vieți mai bune în altă parte. Însă când nenorocirea face ca Russell să ajungă în închisoare, iar Rodney să fie cooptat de către cea mai violentă și mai lipsită de scrupule bandă de răufăcători din nord-est - o greșeală care îl va costa pe acesta din urmă totul. Odată eliberat, Russell trebuie să aleagă între a-și păstra libertatea și a risca totul pentru a-i face dreptate fratelui său.

## Distribuție
- Christian Bale ca Russell Baze
- Casey Affleck ca Rodney Baze, Jr.
- Woody Harrelson ca Harlan DeGroat
- Zoe Saldana ca Lena Warren
- Forest Whitaker ca Wesley Barnes
- Willem Dafoe ca John Petty
- Sam Shepard ca Gerald "Red" Baze